# Бринкман, Карл Густав фон
Карл Густав фон Бринкман (швед. Carl Gustaf von Brinkman; 25 февраля 1764 – 25 декабря 1847) — шведский государственный деятель и поэт.

## Жизнеописание
Карл Густав фон Бринкман учился в Уппсале, потом посещал Галльский (где сблизился со Шлейермахером), Лейпцигский и Иенский университеты. 
Вернувшись в 1790 году в Швецию, он вступил на дипломатическое поприще. В 1792 году был секретарем шведского посольства в Дрездене, а в 1798 стал поверенным в делах в Париже, откуда был вынужден после 18 брюмера уехать. Затем, в 1801 году, он отправился в том же звании к прусскому двору, а позднее, в 1808 году, посланником в Лондон, но в 1810 году был отозван в Стокгольм и назначен надворным канцлером. Шведская академия избрала его в 1828 году своим членом.
Его первые «Стихотворения» (2 т., Лейпциг, 1789) вышли под псевдонимом Сельмара; кроме того, он напечатал в Париже небольшой том стихотворений для своих друзей. Затем вышли в свет его «Философские взгляды и стихотворения» (Берл., 1806). Его стихотворение «Мир гения» Шведская академия удостоила первой премии. 
Долгое время его считали автором «Записок г. фон С — а», которые, однако, были написаны Вольтманом. В газете «Svea» он напечатал в 1828 г. «Tankebilder», которые впоследствии явились в сборнике «Vitterhetsförsök» (ч. I и II, Стокгольм, 1842). В продолжение многих лет он был в переписке с мадам де Сталь.